# Эйти, Сьюзан
Сью́зан Ка́рлтон Э́йти (англ. Susan Carleton Athey; род. 29 ноября 1970, Бостон[…]) — американский экономист, исследовательница в области макроэкономики. Доктор философии, профессор Стэнфордского университета, первая женщина — лауреат медали Дж. Б. Кларка.
Член Национальной академии наук США (2012).
Консультант Microsoft, исследователь в Microsoft Research (2007—2014).

## Биография
Дочь физика и преподавателя английского языка, выросла в Роквилле (Мэриленд).
В 16 лет поступила в Университет Дьюка, где в бакалавриате окончила сразу три направления: экономику, математику и компьютерные науки. Степень доктора философии получила в 24 года в Школе бизнеса Стэнфордского университета (научные консультанты — профессора Пол Милгром и Дональд Джон Робертс).
Затем шесть лет проработала в Массачусетском технологическом институте преподавателем (англ. Assistant Professor), доцентом (англ. Associate Professor) и профессором (англ. Castle Krob Career Development Chair Professor). После чего вернулась в Стэнфорд — на экономический факультет, где проработала пять лет профессором (англ. Holbrook Working Chair Professor). Затем до 2012 года профессор Гарвардского университета.
В настоящее время — профессор Стэнфордской бизнес-школы.
Муж (с 2002) — Гвидо Имбенс, профессор эконометрики Стэнфордского университета. У них трое детей.
Награды
- Исследовательская премия Элейн Беннетт (2000)
- Медаль Дж. Б. Кларка (2007)
- John von Neumann Award[англ.] (2019)